# Uranophora pseudolelex
Uranophora pseudolelex là một loài bướm đêm thuộc phân họ Arctiinae, họ Erebidae.